# Naha Mint Mouknass

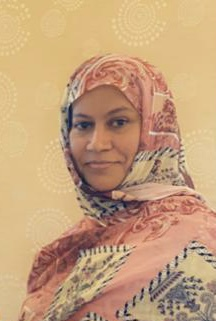
Naha Mint Mouknass, 2022

Naha Mint Mouknass (arabisch الناها بنت حمدي ولد مكناس, DMG an-Nāhā bt. Ḥamdī walad Miknās; * 10. März 1969 in Nouakchott) ist eine mauretanische Politikerin. Sie war die frühere Ministerin für auswärtige Angelegenheiten und Zusammenarbeit Mauretaniens und hatte diese Funktion von 2009 bis 2011 inne.

## Leben
Naha Mint Mouknass wurde 1969 in Nouakchott als Tochter von Hamdi Ould Mouknass geboren, der als Außenminister in der Regierung Moktar Ould Daddah diente. Ihre Familie gehört zum El-Gor-Kriegerstamm aus der Region Dakhlet Nouadhibou. Sie besuchte das Superior Institute of Management in Paris und machte 1995 ihren Abschluss. Nach ihrem Abschluss kehrte sie nach Nouakchott zurück, um für die örtliche Coca-Cola Company zu arbeiten.
Im Jahr 2000 wurde sie Präsidentin der Union für Demokratie und Fortschritt. Später wurde sie Beraterin von Präsident Ould Taya, der sie zwischen 2000 und 2001 in einer solchen Funktion unterstützte. Anschließend wurde sie zum Ministerberater der Präsidentschaft ernannt, der ab 2001 dem Militärsturz von Taya im Jahr 2005 diente.
Naha Mint Mouknass wurde am 11. August 2009 zur Außenministerin ernannt, als erste Frau in Mauretanien, die ein so wichtiges Ministerium leitete. Sie trat die Nachfolge von Mohamed Mahmoud Ould Mohamedou an. Am 22. März 2011 wurde sie in dem Amt von Hamadi Ould Hamadi abgelöst.

## Persönliches
Naha Mint Mouknass spricht sowohl Hassania-Arabisch als auch Französisch.